# 錫利皮卡縣

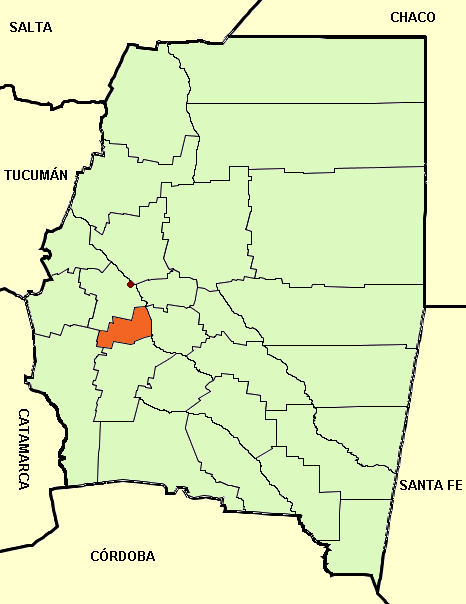

28°2′42″S 64°13′26″W / 28.04500°S 64.22389°W
錫利皮卡縣（西班牙語：Departamento Silípica），是阿根廷的縣份，位於該國北部聖地亞哥-德爾埃斯特羅省，首府設於阿拉加，面積1,179平方公里，2010年人口7,712，人口密度每平方公里6.54人。